# Свети Седем отроци в Ефес
Светите седем отроци Ефески са живели по времето на римския император Деций, който управлявал към средата на 3 век и жестоко гонел християните. Някои били принуждавани насила да принасят жертви на боговете. Други смело изповядвали вярата си и страдали за Христос. А трети бягали в планините и се укривали.
Седем отроци момци от Ефес, главен град на Околния в Мала Азия, все от видни родове, се укрили в една пещера в планината. Техните имена са Максимилиан, Иамвлих, Мартиниан, Иоан, Дионисий, Ексакустодиан (Константин) и Антонин. Презирайки вярата на родителите си те почитат Христа. Те имали високи военни чинове. Императорът наредил да им отнемат воинските звания и да затрупат пещерата с камъни. Бог дал на младежите смъртен сън. Запазил ги цели две столетия. Пробуждането им станало, когато се появили лъжеучители в Църквата, които отричали възкресението на мъртвите. Стопанинът на нивата в планината, където била затрупана пещерата, решил да направи ограда на овцете си. За строежа работниците взимали от камъните, с които някога бил затрупан входът на пещерата. Направили отвор. В това време момците оживели. Те не съзнавали, че са се пробудили от такъв особен сън, мислели че сънят им е обикновен. Един от тях отишъл в града да купи храна. Старата монета, която дал на търговеца, разкрила необикновеното им заспиване. За случилото се разбрал епископа на града. Разпитал момъка и разбрал Божията тайна. Тръгнал към пещерата заедно с управителя на града и много народ. Разбрало се, че момците възкръснали. Те, след като показали Божията тайна на възкресението, починали. Благочестивия цар Теодосий наредил да приготвят седем гробници от сребро и в тях да положат телата на светите отроци. По този начин се разкрило чудото на възкресението на мъртвите. Слухът за това чудо бързо се разпространил навсякъде. Лъжеучителите били посрамени. Пещерата била показвана дълго време като свидетелство.